# 黃瑋霖
黃瑋霖（英語：Wong Wai Lum，1992年10月21日—），香港創作女歌手，混血兒，擁有英國血統，2016年以單曲《直率》正式出道。

## 簡介
黃瑋霖自小喜歡音樂和藝術，3歲開始接觸鋼琴，15歲考取演奏級ATCL。10歲開始學習豎琴，13歲曾隨學校管弦樂團到禮賓府表演，其後也在商場演出。2013年開始自學吉他。退學後回港一心專注流行音樂，並讀了一年半的流行音樂製作文憑課程。現為SO NICE Music旗下的作曲作詞人。

## 外部連結
- 黃瑋霖的Facebook專頁
- YouTube上的黃瑋霖頻道
- 黃瑋霖的Instagram帳戶